# Biopolityka
Biopolityka (z gr. bios = życie + politike (techne) = (sztuka) rządzenia państwem) – pod tym pojęciem kryje się specyficzna relacja nauk politycznych, prawnych, ekonomicznych i filozoficznych  w stosunku do obecnych problemów społecznych związanych z ochroną zdrowia, ludzkiego życia i jego środowiska. Z biopolityką wiążą się oczekiwania związane z uporządkowaniem spornych kwestii bioetyki w obrębie polityki i systemu prawnego państwa. 
Jako pierwszy słowa biopolityka użył szwedzki politolog Rudolf  Kjellen w swojej koncepcji organistycznej przedstawiającej państwo jako żywy organizm. Lecz ojcem pojęcia w obecnym rozumieniu był francuski myśliciel Michel Foucault, który poprzez pojęcie biopolityki rozumiał formę sprawowania władzy nad grupami społecznymi i sposobem życia jednostki. Pierwsze prace Foucault bezpośrednio odwołujące się do tej koncepcji powstawały w latach 70., zwłaszcza w wykładach wygłoszonych w 1976 roku w Collège de France, a wydanych później pod tytułem Trzeba bronić społeczeństwa. Na jego koncepcji biopolityki opierali się pozostali myśliciele, między innymi: Giorgio Agamben, Antonio Negri, Michael Hardt, Rosi Braidotti czy Roberto Esposito.